# Vetlanda BK
Vetlanda BK er en bandyklub fra Vetlanda, Sverige. Klubben blev grundlagt i 1945, og har vundet det svenske mesterskab i bandy for herrer i 1986, 1991 og 1992.